# Tankoplastna kromatografija
Tankoplastna (tudi tenkoplastna) kromatografija (angl. TLC ali Thin Layer Chromatography) je kromatografska tehnika, ki se uporablja za ločevanje zmesi in mešanic. Tankoplastna kromatografija se izvaja na plošči iz stekla, plastike ali aluminijeve folije, ki je prekrita s tanko plastjo adsorbcijskega materiala. Ta material je po navadi iz silikatnega gela, aluminijevega oksida ali celuloze. Ta plast adsorbcijskega materiala se imenuje stacionarna faza.
Po nanosu vzorca se na ploščo doda topilo ali mešanica topil (poznan kot mobilna faza) in potuje po plošči s pomočjo kapilarnega gibanja. Ker različni vzorci potujejo po TLC-plošči z različnimi hitrostmi, posledično dosežemo ločbo le-teh.. 
Tankoplastna kromatografija se uporablja za različne namene:
- preizkušanje radiokemijske čistoče radiofarmakov
- določevanje rastlinskih barvil
- zaznavanje pesticidov ali insekticidov v hrani
- analiza barvil vlaken v forenziki
- istovetenje in določevanje sestavin, ki so prisotne v dani spojini
- kontrola in nadzor organskih reakcij

Za metodo se uporabljajo razne izboljšave s pomočjo avtomatizacije postopkov, da se doseže bolj natančna kvantifikacija in pokažejo bolj jasni rezultati. Ta metoda se imenuje HPLC ali »TLC visoke ločljivosti« (High Performance TLC).

## Priprava plošče
TLC-plošče so po navadi komercialno dobavljive s standardnimi območji velikosti delcev. Pripravijo se tako, da se adsorbcijski material, npr. silikatni gel, zmeša z majhno količino inertnega nosilca, kot so kalcijev sulfat, mavec in voda. Ta zmes se razlije po površini nereaktivne plošče, ki je po navadi iz debele aluminijeve folije, stekla ali plastike. Dobljena plošča se mora posušiti in se nato aktivira s segrevanjem v pečici za 30 minut pri 110 °C. Debelina adsorbcijske plasti je povečini okoli 0.1–0.25 mm za analize in okoli 1–2 mm za pripravljalno TLC.

## Metoda
Postopek je podoben papirni kromatografiji, vendar je boljši, saj poteka hitreje, boljše ločuje zmesi, prav tako pa lahko izbiramo med različnimi stacionarnimi fazami. Zaradi preprostosti in hitrosti se TLC pogosto uporablja za spremljanje kemijskih reakcij in za kvalitativno analizo reakcijskih produktov. 
Na ploščo se nanase kapljico raztopine, ki vsebuje želeni vzorec, dober centimeter (cm) od baze (spodnjega roba plošče). Plošča se nato potopi v ustrezno topilo, kot sta heksan ali etil acetat, in se postavi v zaprto posodo. Topilo se pomika po plošči navzgor s pomočjo kapilarnega gibanja in pride v stik z vzorcem, ki se raztopi in se skupaj s topilom pomika navzgor po plošči. Različne kemijske spojine v raztopini vzorca potujejo z različnimi hitrostmi zaradi razlik v njihovi afiniteti do stacionarne faze, prav tako pa razlik v topnosti v topilu. Z zamenjavo topila se ločevanje komponent (ki se računa z vrednostjo Rf) lahko prilagaja potrebam raziskave. Prav tako se lahko ločevanje z metodo TLC uporabi za določanje ločevanja pri stolpčni kromatografiji.
Ločevanje spojin je osnovano na podlagi kompeticije med topljencem in mobilno fazo za vezavna mesta na stacionarni fazi. Na primer, če uporabimo silikatni gel, ki je uporabljen za stacionarno fazo, ga lahko smatramo kot polarno spojino. Če ji dodamo dve spojini, ki se razlikujeta v polarnosti, izkazuje bolj polarna komponenta močnejšo interakcijo s silikagelom in zato zasede več vezavnih mest. Posledično se slabše polarne spojine premikajo hitreje po plošči (kar se kaže v višjem faktorju Rf). če se mobilna faza zamenja za bolj polarno zmes ali raztopino, zasede več vezavnih mest in povzroči, da se vse spojine iz vzorca premikajo hitreje po TLC-plošči. V praksi to pomeni, da se doseže višjo vrednost Rf za vse spojine na TLC-plošči, če se zmesi etil acetata in heptana kot mobilne faze doda še več etil acetata. Sprememba v polarnosti mobilne faze ne povzročila nasprotnega vrstnega reda potovanja spojin po TLC-plošči. Če se želi doseči obratni vrstni red potovanja spojin, se uporabi nepolarna stacionarna faza.

## Analiza
Ker so lahko kemikalije, ki se ločujejo, brezbarvne, obstajajo različne metode za obarvanje:
- Pogosto se adsorbcijski plasti doda majhna količina fluorescentne spojine, kot je cinkov silikat, aktiviran z manganom. Obarvanje se opazuje pod UV-lučjo (UV254). Adsorbcijska površina bo zato fluorescirala v svetlozeleni barvi.
- Jodove izparine so v splošnem nespecifična barvila.
- Specifični barvni reagenti se uporabijo tako, da se v njih potopi TLC-ploščo ali pa se poškropijo po plošči[3]
- Če analiziramo lipide, se lahko kromatogram prenese na PVDF-membrano in se potem analizira z drugo metodo, uporabi se na primer masno spektrometrijo, tehniko poznano kot Far-Eastern blotting.

Ko so rezultati vidni, se lahko določi Rf vrednost (retencijski faktor) vsake spojine (točke na kromatogramu). Te vrednosti so odvisne od uporabljenega topila in vrste TLC-plošče.

## Aplikacije
V organski kemiji se s TLC-jem lahko kvalitativno opazuje potek reakcij. Madeži/kapljice se na ploščo nanesejo s kapalko; vzorec izhodnega materiala, vzorec reakcijske mešanice in kapljica, v kateri je zmes obeh prej omenjenih mešanic. Majhna (3 × 7 cm) TLC-plošca potrebuje samo nekaj minut, da uspešno izvede reakcijo. Analiza je kvalitativna in bo pokazala, koliko produktov je nastalo, če se je pojavil sploh kakšen produkt ali če je reakcija končana. Na žalost postopki, izvedeni pri nizkih temperaturah, velikokrat dajo zavajajoče rezultate. Ogrevan vzorec (analiziran s TLC-jem) nima enakih lastnosti, kot bi jih imel pri nizki temperaturi, pri kateri se shranjuje ... 
Za primer je navedena kromatografija ekstrakta iz zelenih listo špinače v 7 korakih. Karoten se eluira hitro in je viden samo do drugega koraka. Klorofil A in B sta prikazana na polovici poti v 7. koraku in lutein je prva komponenta, obarvana rumeno (v 7.koraku).
- Korak 1
- Korak 2
- Korak 3
- Korak 4
- Korak 5
- Korak 6
- Korak 7

V eni izmed študij so TLC uporabili za opazovanje organskih reakcij, na primer pri sintezi BINAP iz 2-naftola. Pri tej metodi sta alkohol in katalizator (na primer železov (III) klorid) nanešena ločeno na bazno linijo, nato pa skupaj reagirata in se zatem takoj analizirata.